# .as
Pour les articles homonymes, voir AS.

.as est le domaine de premier niveau national (country code top level domain : ccTLD) réservé aux Samoa américaines.